# NK Metalac Sisak
NK Metalac je nogometni klub iz grada Siska.

## Povijest
Nogomet u sisačkom prigradskom naselju Caprag
U sisačkom prigradskom naselju Caprag, nogometom se bavilo i prije osnivanja Fiskulturnog društva "Radnik" Sisak. Značajniji povijesni zapisi spominju u vremenu prije Drugog svjetskog rata. Postojanje najstarijeg Športskog društva "Radnik" Caprag koji se je natjecao od samih početka osnivanja nogometnih natjecanja sisačke župe u Kraljevini SHS,  te kasnijih Fiskulturnog društva "Zmaj" (Caprag) i Fiskulturnog društva "Školjka" (Caprag) koja su se u natjecala u  Zagrebačkom nogometnom podsavezu u osmoj župi Sisak, su povijesni dokaz da se na području Capraga nogomet igrao krajem 1920-ih, potom 1930-ih i 1940-ih godina. Povijesne činjenice o dobrim športašima iz tih vremena i bavljenje športskim aktivnostima, te sudjelovanje u natjecanjima u različitim športovima, pa tako i nogometu na području Capraga bili su odličan preduvjet za stvaranje ozbiljnijeg športskog društva nakon Drugog svjetskog rata. 
Fiskulturno društvo "Radnik" Sisak
Osnovano je početkom 1946. godine. U sastavu društva djelovale su sekcije nogometa, stolnog tenisa, šaha, kuglanja. Društvo je okupljalo članove s područja Novog Pračna i Capraga, a kasnije i zaposlene u "Željezari" Sisak. Fiskulturno društvo "Radnik" Sisak prestaje djelovati u listopadu 1949. godine.
Nogometna sekcija FD "Radnik" Sisak
Osnutak nogometne sekcije 1946. godine u sklopu Fiskulturnog društva "Radnik" Sisak se označava kao i službeni osnutak današnjeg NK "Metalca" iz Siska. Prvu javnu utakmicu nogometaši "Radnika" odigrali su 22. travnja 1946. godine protiv "Naprijed" Sisak, izgubivši s 5:2. 
"Radnik" igra u prvenstvu Okruga Banija ljeti 1946. godine i zauzima drugo mjesto, bez poraza. Prvak Banije bio je 1947. godine i postaje član III. Zone (Hrvatska liga bila je tih godina podjeljena u pet zona). U sezoni 1947./48. godine, u društvu je s već afirmiranim klubovima iz tog doba "Zagreb" i "Milicioner" (Zagreb), "Naprijed" Sisak, "Udarnik" Karlovac, te ne postiže bolje rezultate. 
Sudjeluje u prvom natjecanju za Kup maršala Tita (1947.), izgubivši u drugom kolu 24. kolovoza 1947. godine od "Udarnika" u Karlovcu s 3:2.
Nogometna sekcija "Radnik" Sisak nakon prestanka djelovanja Fiskulturnog društva "Radnik" Sisak 1949. godine mijenja ime u Nogometni Klub "Metalac" Sisak.
Nogometni klub "Metalac" Sisak
Djeluje od jeseni 1949. godine, kada dotadašnja nogometna sekcija Fiskulturnog društva "Radnik" Sisak mijenja ime u Nogometni klub „Metalac“ Sisak. 
Prvu službenu utakmicu pod novim imenom klub je odigrao početkom listopada 1949. godine s momčadi SD "Naprijed" Sisak.
NK "Metalac" nastavio je tradiciju i kontinuitet svog prethodnika "Radnika" i uvršten je u prvenstvo III. zone Zagrebačke nogometne oblasti.
Igrajući redovito u raznim rangovima natjecanja, NK "Metalac" od početka djelovanja do 1984. godine postigao je niz zapaženih rezultata, koji su ga uvrstili u skupinu najpoznatijih i najboljih klubova u SR Hrvatskoj. Prvi značajniji prvenstveni rang natjecanja, u kojem je klub igrao, bila je pokrajnska liga Nogometnog podsaveza Zagreb 1952./53.godine gdje osvaja osmo mjesto. Već u sezoni 1953./54. godine klub postiže i prvi veći uspjeh, osvaja naslov jesenskog prvaka u međupodsaveznoj ligi, a u sezoni 1954./55. godine prvo mjesto u južnoj ligi Nogometnog podsaveza Sisak i drugo mjesto u završnom natjecanju za naslov prvaka Nogometnog podsaveza. 
Klub se ponovo natječe u međupodsaveznoj ligi (treće mjesto) 1956./57. godine i 1957./58. godine (drugo mjesto). Od sezone 1958./59. godine NK "Metalac" Sisak je član XIV. nogometne zone Sisak-Karlovac (peto mjesto 1958./59. i treće mjesto 1959./60.).
NK "Metalac" 1958. i 1960. godine igra neuspješne kvalifikacije za  2. saveznu nogometnu ligu.
Od sezone 1960./61. godine, nakon rasformiranja XIV. zone, klub igra u podsaveznoj ligi Nogometnog podsaveza Sisak i osvaja prvo mjesto a drugo mjesto u sezoni 1961./62. Slijedi potom više sezone igranja u Zagrebačkoj nogometnoj zoni gdje osvaja: deveto mjesto 1962./63. i 1963./64., treće mjesto 1964./65., i deseto mjesto 1965./66. 
U sezoni 1968./69. "Metalac" igra u podsaveznoj ligi i osvaja drugo mjesto, dok godinu dana kasnije (u sezoni 1969./70.) još jednom postaje prvak te lige i kroz kvalifikacije ulazi u Zagrebačku nogometnu zonu.
Razdoblje najvećih uspjeha
Nakon 1970. godine dolazi razdoblje najvećih uspjeha "Plavih" iz Capraga. U sezoni 1973./74. NK "Metalac" osvaja prvo mjesto u Zagrebačkoj nogometnoj zoni i postaje član Jedinstvene hrvatske nogometne lige. U ovoj ligi igra jednu sezonu (treće mjesto 1974./75.), do njenog rasformiranja. U sezoni 1975./76. osvaja prvo mjesto u Hrvatskoj nogometnoj ligi – Sjever i poslije uspješnih kvalifikacija s NK Šibenikom, prvakom južne skupine Hrvatske lige, postaje član 2. savezne lige – Zapad. NK "Metalac" je ovim uspjehom istodobno postao amaterski prvak Hrvatske. 
Ulaskom u Drugu saveznu ligu – Zapad NK "Metalac" je postigao najveći dotadašnji uspjeh. 
U Drugoj saveznoj nogometnoj ligi – Zapad momčad NK "Metalca" igrala je samo jednu sezonu (ispao zbog slabije razlike pogodaka) osvojivši petnaesto mjesto (sveukupno sedmi hrvatski klub u to vrijeme) i od jeseni 1977. godine ponovo je član Hrvatske nogometne lige – sjever.
U sezoni 1977./78. "Metalac" biva treći, a 1978./79. drugi u Hrvatskoj nogometnoj ligi – Sjever. Od jeseni 1979. godine klub igra u Jedinstvenoj hrvatskoj nogometnoj ligi, do njena rasformiranja ljeti 1983. godine.
Sportsko društvo "Metalac" Sisak
27. ožujka 1982. godine NK "Metalac" Sisak djeluje u sklopu novoorganiziranog Sportskog društva "Metalac" Sisak. U sastavu SD "Metalac" Sisak djelovali su odbojkaški, rukometni, kuglački, stolnoteniski i nogometni klub te športsko ribolovno društvo koji svi zajedno imaju isti naziv "Metalac" Sisak, te Streljačko društvo "Željezara".
Športsko društvo "Metalac" djeluje sve do domovinskog rata. 
U sezoni 1983./84. NK "Metalac" osvaja prvo mjesto u jesenskom dijelu prvenstva a drugo mjesto na kraju sezone u Hrvatskoj nogometnoj ligi – Sjever. NK "Metalac" je više puta bio pobjednik natjecanja za Nogometni kup Jugoslavije na području Nogometnog podsaveza Sisak, a sezone 1983./84. klub postiže najveći uspjeh

eh u Kupu maršala Tita kada ulazi u poluzavršnicu natjecanja. Gubi od renomiranog protivnika u Splitu, Hajduka koji osvaja ovo natjecanje iste godine.
Nakon poluzavršne utakmice u Splitu NK "Metalac" do sezone 1986./87. nije imao većih uspona i padova u prvenstvima i igrao je III. rang natjecanja, a nakon te sezone ispada u IV. rang natjecanja gdje ostaje sve do Domovinskog rata.
 Hrvatska nogometna liga
NK Metalac zamrzava status u 2. HNL skupina "Sjever" 1992. godine zbog ratnih stradanja i blizine bojišnice. Nakon toga igra trećeligaški rang.
U sezoni 1996./97. NK "Metalac" Sisak igra Drugu Hrvatsku nogometnu ligu – Središte i osvaja peto mjesto na kraju sezone. Osvojivši trinaesto mjesto u sezoni 1997./98., "Metalac" ispada iz drugoligaškog društva zbog reorganizacije lige i stvaranja jedinstvene 2. HNL. 
NK "Metalac" Sisak u sezoni 1998./99. osvaja četrnaesto mjesto u trećoj ligi i ispada u županijsku ligu Sis.-moslavačke županije. Sezonu 2000./01. ponovno se vraća u trećeligaško društvo gdje se zadržava do sezone 2001./02., kada ispada u niži rang osvojvši petnaesto mjesto.
Crni dani nad klubom u Capragu i povratak u HNL
"Plavi iz Capraga" sezone 2003./04. ispadaju u najniži rang natjecanja, 2. županijsku ligu Nogometnog saveza Sisačko-moslavačke županije.
Sezonu igranja u 2. ŽNL klub je reorganizirao upravu i igrački kadar. U sezoni 2004./05.  NK "Metalac" Sisak osvaja prvo mjesto u 2. ŽNL NSSMŽ, a 2005./06. NK "Metalac" Sisak osvaja prvo mjesto u 1. ŽNL NSSMŽ i ulazi u kvalifikacije za 3. HNL (reorganizacijom lige osigurano im je nastavak natjecanja u 4. HNL – Središte B 2006./07.). Iako u kvalifikacijama za Treću Hrvatsku nogometnu ligu – Zapad NK "Metalac" osvaja treće mjesto i osnivanjem [četvrte Hrvatske nogometne lige ulazi u viši rang natjecanja. Od sezone 2006./07. natječe se u 4. HNL – Središte B.
Sezone 2007./08. "Plavi grom" osvaja prvo mjesto u 4. HNL – Središte B, ova sezona ostaje poznata po "Slučaju Milečki" kada umjesto NK "Metalaca" koji osvaja prvo mjesto, u 3. HNL ulazi NK Samobor.
U sezoni 2008./09. osvaja treće mjesto u prvenstvu, NK "Metalac" te godine ulazi među najbolje trideset i dvije momčadi u Hrvatskom nogometnom kupu. Pobijedivši NK Novalju (0:1) u gostima, "Plavi iz Capraga" ugostili su renomiranu momčad iz Rijeke. HNK Rijeka pobijedila je (0:6). Od sezone 2012./13. NK "Metalac" nastupa u Premijer ligi Sisačko-moslavačke županije. Nakon teških financijskih problema u klubu, 23. siječnja 2014. godine C.I.O.S. grupa iz Zagreba potpisuje sponzorski ugovor s NK Metalcem u trajanju od dvije i pol godine što klubu osigurava stabilniju budućnost.

## Stadion
NK Metalac nastupa na igrališu u gradskom predjelu Caprag. Kapacitet gledališta je 3.000, od toga 450 sjedećih koji su natkriveni.
Nalazi se u središtu sisačkog naselja Caprag iza placa.

## Malonogometni turnir "Vladimir Šikić" Sisak
NK Metalac od 1978. godine organizira svake godine zimski memorijalni malonogometni turnir u spomen nesretno preminulom igraču na utakmici, Vladimiru Šikiću.

## Navijači
Navijači koji bučno prate utakmice "Plavih" iz Capraga zovu se Blue condors. Nalaze se na istočnom dijelu nasipa stadiona u Capragu.

## Gradski suparnik
Najveći suparnik NK "Metalca" je HNK Segesta, rivalitet između ova dva kluba jako dugo traje, još od samog nastanka NK "Metalca".
Prva službena utakmica odigrana je 22. travnja 1946. godine gdje je SD "Naprijed" Sisak pobijedio s 5:2, dugi niz godina ova dva kluba su igrala u istim rangovima natjecanja i suparništvo je postajalo sve veće.
"Plavi grom" je imao pristaše iz radničke klase koji su pretežito bili naseljeni u sisačkom naselju Caprag i radili u "Željezari" Sisak, dok je "Stara dama" imala pristaše iz višeg sloja društva.
Suparništvo i danas postoji, ali nije toliko jak kao od 1970-ih do 1990-ih godina.

## Dres
Danas plava boja je glavna boja kluba, dok je rezervni dres kluba bijeli. 
Tijekom godina postojanja kluba izgled dresa se mijenjao.
Prvi dres "Plavog groma" su bile okomite plavo bijele pruge, a gaćice i štucne koje su ga pratile bile su plave boje. 
Okomiti dres zadržao se do pedesetih godina 20. stoljeća.
Pedesetih godina bijela rezervna boja kluba iskočila je u prvi plan, dres kluba je bio bijele boje dok su gaćice i štucne imale plavu boju. 
Otprilike krajem pedesetih godina 20. stoljeća bijela boja je prevladala, dres, gaćice i štucne su bile kompletno bijele boje, jedino plave su bile bočne linije sa svake strane dresa. 
Sredinom šezdesetih godina klub se vraća svome autohtonom dresu i okomitim linijama plave i bijele boje. Tih godina gaćice i štucne su bile kompletno plave boje. 
U razdoblju najvećih rezultata u povijesti kluba, plava je bila boja glavnog dresa dok je bijela bila rezervna. Jedino sedamdesetih godina su se nosile bijele štucne i gaćice, dok je osamdesetih kompletna garnitura glavnog dresa postala plave boje na kojoj su bile tanke, jedva vidljive okomite linije bijele boje. Plava boja je prevladavala sve do današnjeg vremena.
Boja glavnog i rezervnog dresa cijelu povijest kluba mjenala se kroz ove dvije nijanse tamno plave i bijele boje.
| Radnik 1946.  | Metalac 1960. | Metalac 1965. | Metalac 1970. |
| Metalac 1975. | Metalac 1980. | Metalac 1990. | Metalac 2000. |

## Poznati igrači, treneri i športski radnici
| - Ratko Bobinac - Silvio Cavrić - Rade Cvetković - Mario Garba | - Reuf Dervić - Marijan Jantoljak - Mario Jutt - Ivica Kodrić | - Franjo Laci - Stjepan Lamza - Silvio Marić - Ivica Nemeth | - Tin Lovreković - Ivica Senzen - Vlado Svilokos - Dario Kovačević |

## Poznati treneri
| - Ivica Belošević - Husein Bobić | - Ivica Vidović | - Josip Šprajc | - Ivica Turkalj |

## Nastupi u završnicama kupa

### Kup maršala Tita
| Sezona    | Kolo           | Klub                  | Rezultat       |
| --------- | -------------- | --------------------- | -------------- |
| 1947.     | 1.kolo         | Crvena zvijezda Sunja | 7:3            |
| 1947.     | 2. kolo        | Udarnik               | 2:3            |
| 1983./84. | 1/16 završnice | FK Vardar Skopje      | 2:1            |
| 1983./84. | 1/8 završnice  | Osijek                | 2:2 (5:4 jed.) |
| 1983./84. | 1/4 završnice  | GOŠK Jug Dubrovnik    | 1:0            |
| 1983./84. | poluzavršnica  | Hajduk Split          | 1:2            |

### Hrvatski nogometni kup
| Sezona    | Kolo           | Klub           | Rezultat |
| --------- | -------------- | -------------- | -------- |
| 1994./95. | 1/16 završnice | Inker Zaprešić | 1:5, 0:2 |
| 2008./09. | pretkolo       | Novalja        | 1:0      |
| 2008./09. | 1/16 završnice | Rijeka         | 0:6      |

## "Metalac" kroz godine u SFRJ
- III. Zona Zagrebačke nogometne oblasti – 1946.
- Pokrajnska liga Nogometnog podsaveza Zagreb 1952./53.
- Međupodsavezna liga – 1953./54.
- Južna liga Nogometnog podsaveza Sisak – 1954./55.
- Međupodsavezna liga – 1956./57
- Kvalifikacije za 2. saveznu ligu – 1958. godine
- XIV. nogometne zone Sisak – Karlovac – 1958./59.
- Kvalifikacije za 2. saveznu ligu – 1960.
- Podsavezna liga Nogometnog podsaveza Sisak – 1961./62.
- Zagrebačka nogometna zona – 1969./70.
- Podsavezna liga – 1966./67.
- Zagrebačka nogometna zona – 1969./70.
- 2. savezna liga SFRJ – 1976./77.
- Nogometno prvenstvo Jugoslavije – 3. ligaški rang 1973./74.
- Nogometno prvenstvo Jugoslavije – 3. ligaški rang 1974./75.
- Nogometno prvenstvo Jugoslavije – 3. ligaški rang 1975./76.
- Nogometno prvenstvo Jugoslavije – 3. ligaški rang 1976./77.
- Nogometno prvenstvo Jugoslavije – 3. ligaški rang 1977./78.
- Nogometno prvenstvo Jugoslavije – 3. ligaški rang 1978./79.
- Nogometno prvenstvo Jugoslavije – 3. ligaški rang 1979./80.
- Nogometno prvenstvo Jugoslavije – 3. ligaški rang 1980./81.
- Nogometno prvenstvo Jugoslavije – 3. ligaški rang 1982./83.
- 4. ligaški rang 1983./84.

## "Metalac" kroz godine u Hrvatskoj nogometnoj ligi
2. HNL – Središte
| Sezona    | Rang | Liga             | poz. | ut. | pob. | rem. | por. | gol. | pgpl | bod | Kup (domet i suparnik) |
| 1996./97. | 2    | 2. HNL 1996./97. | 5.   | 30  | 13   | 6    | 11   | 60   | 47   | 45  |                        |
| 1997./98. | 2    | 2. HNL 1997./98. | 13.  | 32  | 4    | 14   | 14   | 40   | 54   | 26  |                        |

3. HNL – Središte
| Sezona    | Rang | Liga                        | poz. | ut. | pob. | rem. | por. | gol. | pgpl | bod | Kup (domet i suparnik) |
| 1998./99. | 3    | 3. HNL – Središte 1998./99. | 14.  | 30  | 6    | 6    | 18   | 35   | 60   | 24  |                        |

Županijska liga
| Sezona    | Rang | Liga                      | poz. | ut. | pob. | rem. | por. | gol. | pgpl | bod | Kup (domet i suparnik) |
| 1999./00. | 4    | 1. ŽNL Sisačko-moslavačka |      |     |      |      |      |      |      |     |                        |

3. HNL – Središte
| Sezona    | Rang | Liga                        | poz. | ut. | pob. | rem. | por. | gol. | pgpl | bod | Kup (domet i suparnik) |
| 2000./01. | 3    | 3. HNL – Središte 2000./01. | 8.   | 30  | 14   | 6    | 10   | 56   | 50   | 48  |                        |
| 2001./02. | 3    | 3. HNL – Središte 2001./02. | 15.  | 30  | 6    | 3    | 21   | 28   | 80   | 21  |                        |

Županijska liga
| Sezona    | Rang | Liga                      | poz. | ut. | pob. | rem. | por. | gol. | pgpl | bod | Kup (domet i suparnik) |
| 2002./03. | 4    | 1. ŽNL Sisačko-moslavačka |      |     |      |      |      |      |      |     |                        |
| 2003./04. | 5    | 2. ŽNL Sisačko-moslavačka |      |     |      |      |      |      |      |     |                        |
| 2004./05. | 5    | 2. ŽNL Sisačko-moslavačka | 1.   | 28  | 22   | 3    | 3    | 100  | 28   | 69  |                        |
| 2005./06. | 4    | 1. ŽNL Sisačko-moslavačka | 1.   | 30  | 24   | 0    | 6    | 105  | 31   | 72  |                        |

4. HNL – Središte B
| Sezona    | Rang | Liga                | poz. | ut.                                                  | pob. | rem. | por. | gol. | pgpl | bod | Kup (domet i suparnik)     |
| 2006./07. | 4    | 4. HNL – Središte B | 7.   | 34                                                   | 17   | 6    | 11   | 84   | 56   | 57  |                            |
| 2007./08. | 4    | 4. HNL – Središte B | 1.   | 33 / utakmica Sava – Metalac nikad nije registrirana | 23   | 5    | 5    | 85   | 33   | 74  |                            |
| 2008./09. | 4    | 4. HNL – Središte B | 3.   | 34                                                   | 17   | 6    | 11   | 64   | 43   | 57  | 1/16 završnice Rijeka 0:6, |
| 2009./10. | 4    | 4. HNL – Središte B | 9.   | 34                                                   | 14   | 4    | 16   | 66   | 53   | 46  |                            |
| 2010./11. | 4    | 4. HNL – Središte B | 10.  | 30                                                   | 9    | 5    | 16   | 48   | 57   | 32  |                            |
| 2011./12. | 4    | 4. HNL – Središte B | 12.  | 30                                                   | 8    | 7    | 15   | 31   | 56   | 31  |                            |

Premijer liga Sisačko-moslavačke županije
| Sezona    | Rang | Liga          | poz. | ut. | pob. | rem. | por. | gol. | pgpl | bod | Kup (domet i suparnik) |
| 2012./13. | 4    | Premijer liga | 3.   | 28  | 18   | 5    | 5    | 60   | 27   | 59  |                        |
| 2013./14. | 4    | Premijer liga | 13.  | 26  | 5    | 5    | 16   | 29   | 57   | 20  |                        |

Županijska liga
| Sezona    | Rang | Liga                      | poz. | ut. | pob. | rem. | por. | gol. | pgpl | bod | Kup (domet i suparnik) |
| 2014./15. | 5    | 1. ŽNL Sisačko-moslavačka | 4.   | 26  | 14   | 6    | 6    | 55   | 29   | 48  |                        |
| 2015./16. | 5    | 1. ŽNL Sisačko-moslavačka | 5.   | 29  | 14   | 6    | 9    | 48   | 40   | 48  |                        |
| 2016./17. | 5    | 1. ŽNL Sisačko-moslavačka | 5.   | 30  | 18   | 4    | 8    | 73   | 32   | 58  |                        |
| 2017./18. | 5    | 1. ŽNL Sisačko-moslavačka | 12.  | 30  | 11   | 5    | 14   | 54   | 52   | 38  |                        |
| 2018./19. | 5    | 1. ŽNL Sisačko-moslavačka | 13.  | 30  | 10   | 3    | 17   | 49   | 60   | 33  |                        |
| 2019./20. | 5    | 1. ŽNL Sisačko-moslavačka | 5.   | 17  | 10   | 1    | 6    | 40   | 16   | 31  |                        |
| 2020./21. | 5    | 1. ŽNL Sisačko-moslavačka | 6.   | 30  | 14   | 9    | 7    | 60   | 43   | 51  |                        |
| 2021./22. | 6    | 1. ŽNL Sisačko-moslavačka | 4.   | 25  | 12   | 8    | 5    | 53   | 38   | 44  |                        |
| 2022./23. | 6    | 1. ŽNL Sisačko-moslavačka | 7.   | 25  | 11   | 2    | 12   | 36   | 63   | 35  |                        |

Napomena:
Sezona 2007./08. ostaje poznata po "Slučaju Milečki" kada umjesto NK Metalaca koji osvaja prvo mjesto, u 3. HNL ulazi NK Samobor.
Sezona 2019./20. završava ranije zbog pandemije COVID-19.

## Vanjske poveznice
- Službena stranica - NK Metalac Sisak[neaktivna poveznica]
- Službena stranica - Malonogometni turnir Vladimir Šikić
- Nogometni leksikon - Metalac Sisak
- "YUG 1921-25 | Claudio Nicoletti" http://www.claudionicoletti.eu/soccer-statistics/campionati-nazionali-in-europa/all-final-tables/yugoslavia-league-final-tables/yug-1921-30/